# Quercus mongolica
Quercus mongolica, és una espècie de roure que pertany a la família de les fagàcies i està dins de la secció dels roures blancs del gènere Quercus. És originari de la Xina i està àmpliament distribuït pel Japó, sud de les Kurils, illa de Sakhalín, Manxúria, Corea, est de Mongòlia, est de Sibèria i Rússia. Serveix d'aliment a les larves de l'espècie de lepidòpter Sephisa dichroa.
Quercus mongolica és un arbre caducifoli que pot arribar fins als 30 m d'alçada. Les branques joves són de color rogenc. Les fulles obovades, glabres i amb pecíols curts (2 a 8 mm) d'uns 5 a 19 cm de llarg per 3 a 11 d'ample, amb nervadures piloses longitudinals. Els marges són ondulats o una mica serrats. Les inflorescències femenines sorgeixen en les axil·les dels brots joves, en grups de 4 a 5 flors. El fruit és una nou ovoide o el·lipsoide d'uns 2 a 2,4 cm per 1,8 a 2 cm.
 Floreix de maig a octubre.